# 湯本貴和
湯本 貴和（ゆもと たかかず、1959年3月11日 - ）は、日本の植物生態学者。京都大学教授。

## 来歴
徳島県生まれ。徳島県立城南高等学校卒業。1982年京都大学理学部生物学科卒、1987年同大学院理学研究科博士課程修了、「極相植生における動物媒花植物の受粉様式に関する研究」で理学博士。
1989年神戸大学教養部助手、1991年講師、1992年理学部講師、1994年12月京都大学生態学研究センター助教授、2003年総合地球環境学研究所教授、2012年京都大学霊長類研究所教授、2016年同所長。植物と動物の共生関係の研究から始めて、現在は人間と自然との相互関係の研究を行っている。
2025年4月より日本モンキーセンター所長に就任。

## 著書
- 『屋久島 巨木の森と水の島の生態学』講談社ブルーバックス 1995
- 『熱帯雨林』岩波新書 1999

### 共編著
- 『昆虫を誘い寄せる戦略 植物の繁殖と共生』井上健共編 平凡社 シリーズ地球共生系 1992
- 『世界遺産をシカが喰う シカと森の生態学』松田裕之共編著 文一総合出版 2006
- 『プラントミメティックス 植物に学ぶ』甲斐昌一,森川弘道監修 鈴木泰博,高林純示,福崎英一郎,福田裕穂共編 エヌ・ティー・エス 2006
- 『食卓から地球環境がみえる 食と農の持続可能性』編 昭和堂 地球研叢書 2008
- 『シリーズ日本列島の三万五千年-人と自然の環境史』全6巻　文一総合出版　2011

第3巻『里と林の環境史』大住克博と責任編集
- 『信州の草原 その歴史をさぐる』須賀丈共編著 ほおずき書籍 2011

## 論文
- Cinii